# Markaz al ‘Idwah
Markaz al ‘Idwah (arabiska: مركز العدوة) är en region i Egypten.   Den ligger i guvernementet Al-Minya, i den centrala delen av landet, 160 km söder om huvudstaden Kairo.